# Zallag
Zallag est une société française d'édition de jeux vidéo, fondée en 2009 et disparue en 2011.
Cherchant à répondre à la baisse des ventes de jeux vidéo sur support CD-ROM ou DVD-ROM, l'entreprise était spécialisée dans l'édition de jeux dématérialisés. Confrontée néanmoins à la perte de vitesse de la plate-forme WiiWare, l'entreprise, non rentable, a rapidement cessé ses activités.

## Histoire
La société Zallag est créée le 24 novembre 2009 par Christelle Chandavoine et David Costarigot, deux anciens membres de l'éditeur Nobilis,. Les bureaux de Zallag sont situés à Lyon et son siège social à Montbrison. À sa fondation, l'entreprise est composée de seulement quatre personnes, dont les deux fondateurs.
Selon les créateurs du studio, le nom « Zallag » proviendrait du sumérien et désignerait « la première lueur du jour avant que le soleil n'apparaisse et la dernière lueur après que le soleil ait disparu à l'horizon ».
Au cours de ses années d'activité, le studio édite au total trois jeux pour Wii et PC, développés à l'origine par Artefacts Studio, et un jeu pour PlayStation 3. Les jeux sont uniquement accessibles en téléchargement. Zallag édite également des bandes dessinées en version dématérialisée.
Zallag annonce sa fermeture le 19 mai 2011, un an et demi seulement après sa création. Le studio explique sa fermeture par le manque de succès de ses trois jeux sur le WiiWare, plate-forme de téléchargement en perte de vitesse au moment de la sortie des jeux. Les fondateurs du studio affirment : « Même en étant dans le top des ventes, nous n'avons rien gagné en termes d’argent ». Le jeu SHIFT Extended sur le PlayStation Network a quant à lui rencontré un certain succès, mais n'a pas permis de remettre à flot l'éditeur. En disparaissant, Zallag annule des projets de jeux sur le PSN et des projets de bandes dessinées.

## Produits

### Jeux vidéo
Les jeux vidéo édités par Zallag sont les suivants :
- 2010 : Racer's Islands: Crazy Racers (WiiWare, téléchargement pour PC) est un jeu de course comprenant une vingtaine de circuits répartis à travers six îles. En plus des bonus à ramasser, chaque pilote dispose d'une arme qui lui est propre et de la possibilité de viser (grâce à la Wiimote) tout en conduisant.

- 2010 : Racer's Islands: Crazy Arenas (WiiWare, téléchargement pour PC) partage l'univers, les personnages et le gameplay de Racer's Island : Crazy Racers mais se présente comme un party game orienté multijoueur.

- 2010 : Gods vs Humans (WiiWare, téléchargement pour PC) est un jeu de stratégie inspiré du mythe de la tour de Babel, dans lequel le joueur, qui incarne les Dieux, doit user de ses pouvoirs divins pour détruire des tours érigées par les humains qui cherchent à atteindre le domaine des Dieux.

- 2011 : SHIFT Extended (PSN) est un jeu de plates-formes en 120 niveaux. Les décors sont monochromes, et le joueur peut inverser les couleurs entre noir et blanc grâce à son pouvoir nommé « shift »[6].

### Bandes dessinées
Zallag éditait également des bandes dessinées dérivées de l'univers de ses jeux, également vendues en téléchargement. Ces BD ont été réalisées par Pierre Chatillon du Studio 109 et Piccolo pour le dessin, et scénarisées par André Amouriq et Hubert Chardot. Ce dernier avait précédemment travaillé dans le domaine du jeu vidéo en étant notamment l'un des scénaristes des jeux Alone in the Dark, Alone in the Dark 2 et Alone in the Dark 3.